# Gamelin (vescovo)
Gamelin (... – 28 aprile 1271) è stato un vescovo cattolico e politico scozzese.

## Biografia
Venne ordinato presbitero nel 1233 dal vescovo di Glasgow William de Bondington. Nel 1255 fu nominato vescovo di Saint Andrews. Coinvolto nella politica del tempo, nello stesso anno divenne brevemente Lord cancelliere di Scozia per conto di re Alessandro III, e il suo sigillo è uno dei primi esempi storici dell'utilizzo della Croce di Sant'Andrea.
Sotto Gamelin l'episcopato di Saint Andrews era uno dei più ricchi e importanti della Scozia, tanto che controllava direttamente molte parrocchie confinanti, come quella di Forgan (cosa confermata da documenti dell'epoca bollati dallo stesso Gamelin). Il vescovo era largamente coinvolto nella politica dell'epoca: alleato del clan Comyn e nemico di Alan Durward, dovette recarsi in esilio negli anni 1260 per il sopravvento di quest'ultimo, salvo poter rientrare in Scozia dopo alcuni anni. Morì nel 1271.